# Куп Републике Српске у фудбалу 2019/20.
Куп Републике Српске у фудбалу 2019/20. је двадесет и седма сезона овог такмичења које се одржава на територији Републике Српске у организацији Фудбалског савеза Републике Српске.
У Купу Републике Српске учествују фудбалски клубови са подручја Републике Српске. Клубови нижег нивоа такмичења морају у оквиру подручних савеза изборити учешће у Купу. Такмичењу се од шеснаестине финала прикључују и клубови из Прве лиге Републике Српске и клубови из Републике Српске који се такмиче у Премијер лиги Босне и Херцеговине.
До полуфинала се игра по једна утакмица, у полуфуналу две а финална утакмица се игра на стадиону одређеном накнадно или се играју две утакмице.

## Шеснаестина финала
- Утакмице су игране 11. и 25. септембра 2019.[2]

| Бр. ут. | Домаћин              | Резултат         | Гост                     |
| ------- | -------------------- | ---------------- | ------------------------ |
| 1       | Вележ Невесиње       | 4:1              | Младост Гацко            |
| 2       | Шековићи             | 1:9              | Звијезда 09              |
| 3       | Братство Братунац    | 5:3              | Славија Источно Сарајево |
| 4       | Сутјеска Фоча        | 2:3              | Дрина Зворник            |
| 5       | Радник Бијељина      | 4:0              | Гласинац 2011            |
| 6       | Рудар Угљевик        | 3:2              | Дрина ХЕ Вишеград        |
| 7       | Славен Добрљин       | 1:1 (5:3 Пен.)   | Жељезничар Спорт Тим     |
| 8       | Слобода Мркоњић Град | 3:8              | Борац Козарска Дубица    |
| 9       | Слога Србац          | 3:3 (10:11 Пен.) | Борац Шамац              |
| 10      | Слога Добој          | 0:1              | Модрича Алфа             |
| 11      | Слога Дуго Поље      | 0:6              | Текстилац Дервента       |
| 12      | Лауш                 | 1:1 (2:4 Пен.)   | Љубић Прњавор            |
| 13      | Лијевче Нова Топола  | 0:5              | Крупа                    |
| 14      | Козара Градишка      | 0:3              | Борац Бања Лука          |
| 15      | БСК Бања Лука        | 1:4              | Рудар Приједор           |

## Осмина финала
| Бр. ут. | Домаћин           | Резултат       | Гост                  |
| ------- | ----------------- | -------------- | --------------------- |
| 1       | Рудар Приједор    | 3:1            | Борац Бања Лука       |
| 2       | Модрича Алфа      | 1:2            | Крупа                 |
| 3       | Дрина Зворник     | 2:2 (7:6 Пен.) | Подриње Јања          |
| 4       | Рудар Угљевик     | 0:3            | Звијезда 09           |
| 5       | Славен Добрљин    | 2:0            | Борац Шамац           |
| 6       | Љубић Прњавор     | 2:6            | Радник Бијељина       |
| 7       | Вележ Невесиње    | 1:1 (4:2 Пен.) | Борац Козарска Дубица |
| 8       | Братство Братунац | 1:4            | Текстилац Дервента    |

## Четвртфинале
| Бр. ут. | Домаћин        | Резултат | Гост               |
| ------- | -------------- | -------- | ------------------ |
| 1       | Рудар Приједор | 0:2      | Радник Бијељина    |
| 2       | Славен Добрљин | 0:3      | Крупа              |
| 3       | Дрина Зворник  | 0:2      | Звијезда 09        |
| 4       | Вележ Невесиње | 1:0      | Текстилац Дервента |

## Полуфинале
| Утак. | Клуб, Место | Укупан резултат | Клуб, Место | 1. утакмица | 2. утакмица |
| ----- | ----------- | --------------- | ----------- | ----------- | ----------- |
| 1.    | тбд         | :               | тбд         | :           | :           |
| 2.    | тбд         | :               | тбд         | :           | :           |

## Финале
| Клуб, Место           | Резултат | Клуб, Место           |
| --------------------- | -------- | --------------------- |
| Победник полуфинала 1 | :        | Победник полуфинала 2 |

| Победник Купа Републике Српске у фудбалу 2019/20. |
| ------------------------------------------------- |
|                                                   |